# Ora troberti
Ora troberti är en skalbaggsart som beskrevs av Félix Édouard Guérin-Méneville 1861. Ora troberti ingår i släktet Ora och familjen mjukbaggar. Inga underarter finns listade i Catalogue of Life.